# Вудлон (цвинтар)
Цви́нтар Вудло́н (англ. Woodlawn Cemetery) — один з найбільших цвинтарів Нью-Йорка. Його відкрито у 1863 році у графстві Вестчестер (в теперішній час — Бронкс). У 1874 році графство було приєднано до Нью-Йорка. Кладовище займає площу 160 гектарів, на ньому поховано близько 300 000 осіб.
Цвинтар побудовано на пагорбах. Надгробки на кладовищі створювали такі видатні архітектори як Джон Рассел, Джеймс Гембл Роджерс, Кесс Гілберт, Едвін Лаченс, Беатрікс Фарранд та Джон ЛяФардж.
У 1967 році у Вудлоні був побудований перший на Східному узбережжі мавзолей. У 2007 році вартість одного квардатного фута землі становила до 200 доларів США, витрати на поховання двох осіб доходили до 4800 доларів США, будівля родинного мавзолею сягала 1,5 мільйона доларів.

## Видатні особистості, що поховані на цвинтарі
- Архипенко Олександр, художник
- Ірвінг Берлін, композитор
- Дюк Еллінгтон, музикант
- Томас Наст, художник
- Джозеф Пуліцер, журналіст
- Рікардо Кортес, актор
- Герберт Бренон — американський кінорежисер епохи німого кіно.
- Джордж Бенкрофт — американський актор 1920-х і 1930-х років.
- Карл Страсс — піонер тривимірної графіки, один з інноваторів стереокінематографу.
- Роско Арбакл — американський актор німого кіно, комік, режисер і сценарист.
- Отто Премінґер — австро-американський режисер, актор і продюсер.
- Хидей Ногучі — японський бактеріолог.